# エコノメトリカ
エコノメトリカ（Econometrica）は、経済学の論文誌。計量経済学会（Econometric Society）がブラックウェル出版社を通して発行している。1933年創刊。国際的に最も権威ある経済学雑誌とみなされている。